# Cas datiu
En lingüística, el cas datiu s'associa amb l'objecte indirecte, és a dir, amb el beneficiari de l'acció d'un verb. L'etimologia del nom ve del llatí do, das, dare, dedi, datum, és a dir: "donar".
Existeix com a cas separat i amb una forma lèxica pròpia en moltes llengües, entre elles la gran majoria de les llengües eslaves (com el rus o el txec), les llengües bàltiques com el lituà i el letó, el llatí i el grec, l'armeni o algunes llengües germàniques com ara l'islandès (que té un sistema complet de declinació), o l'alemany.
També s'anomena datiu ètic a la construcció sintàctica que fa servir un datiu que gramaticalment no actua com a objecte indirecte.
En alemany, llengua que conserva quatre casos, el datiu expressa la locació (pren la funció d'un cas locatiu), i l'acusatiu la direcció (del directiu). En romanès (que conserva dos casos), el datiu i el genitiu s'expressen amb el mateix cas indirecte.